# Andressa Alves da Silva
Andressa Alves da Silva   (São Paulo, 10 de novembre de 1992), generalment coneguda com a Andressa Alves o senzillament Andressa, és una futbolista brasilera que juga com a davantera a l'A.S. Roma de la sèrie A italiana. Anteriorment havia jugat al FC Barcelona de la Primera divisió femenina i al Montpellier HSC de la Division 1 Féminine francesa. La seua primera internacionalitat amb l'equip de futbol nacional del Brasil va ser el 2012 i va representar el seu país a diverses Copes del Món.

## Trajectòria
Andressa va ser traspassada des del Centro Olímpico al Ferroviária el maig del 2013. El novembre del 2013, Andressa va deixar el Ferroviária per signar pel São José, guanyadores de la Copa Libertadores Femenina del 2013.
El novembre del 2014 va acabar la seua estada al São José i va signar un contracte amb l'equip de la NWSL el Boston Breakers. Després de tenir molt poca participació amb l'equip nord-americà, Andressa va ser cridada per la seua selecció per preparar la Copa Mundial del 2015 en un campus d'entrenament. Durant la Copa Mundial, el Montpeller francès va anunciar que havia fitxat la jugadora brasilera.
Andressa va deixar el Montpeller després d'una temporada, i va signar pel Barcelona de FC el juny del 2016.
Andressa es va traslladar a Itàlia i va signar per l'Roma el 15 de juliol de 2019. Les seves actuacions al club i al país van fer que fos seleccionada pel premi FIFPro World 11 al setembre de 2019.

## Trajectòria internacional
Després de representar al Brasil en les edicions del 2010 i del 2012 de la copa Mundial sub-20 femenina, Andressa va fer el seu debut sènior el 2012 al Torneio Internacional Cidade de São Paulo de Futebol Feminino.
A la Copa América Femenina del 2014, Andressa va marcar el segon gol del Brasil 6–0 contra l'Argentina. A la Copa Mundial del 2015 va marcar l'únic gol en el partit de la fase de grup contra Espanya, aquest gol va assegurar el lloc del seu equip en la segona ronda.

### Gols internacionals
| Gol | Data       | Lloc                       | Adversari     | Competició                             |
| --- | ---------- | -------------------------- | ------------- | -------------------------------------- |
| 1   | 2012-12-19 | São Paulo                  | Dinamarca     | Torneio Internacional São Paulo 2012   |
| 2   | 2013-06-19 | Estocolm                   | Suècia        | Partit amistós                         |
| 3   | 2014-09-12 | Loja (ciutat de l'Equador) | Bolívia       | Copa América 2014                      |
| 4   | 2014-09-14 | Loja (ciutat de l'Equador) | Paraguai      | Copa América 2014                      |
| 5   | 2014-09-27 | Quito                      | Argentina     | Copa América 2014                      |
| 6   | 2014-12-18 | Brasília                   | PR de la Xina | Torneio Internacional Brasília 2014    |
| 7   | 2015-03-06 | Lagos                      | Suècia        | Copa Algarve 2015                      |
| 8   | 2015-03-11 | Albufeira                  | Suïssa        | Copa Algarve 2015                      |
| 9   | 2015-06-13 | Montreal                   | Espanya       | Copa del Món de Futbol Femení del 2015 |
| 10  | 2015-07-19 | Toronto                    | Canadà        | Jocs Panamericans 2015                 |
| 11  | 2015-07-25 | Toronto                    | Colòmbia      | Jocs Panamericans 2015                 |
| 12  | 2015-12-13 | Natal                      | Mèxic         | Torneio Internacional Natal 2015       |
| 13  | 2015-12-16 | Natal                      | Canadà        | Torneio Internacional Natal 2015       |
| 14  | 2015-12-20 | Natal                      | Canadà        | Torneio Internacional Natal 2015       |
| 15  | 2016-08-04 | Rio de Janeiro             | Xina          | Jocs Olímpics d'Estiu de 2016          |
| 16  | 2018-04-13 | Coquimbo                   | Bolivia       | 2018 Copa América Femenina             |
| 17  | 2019-02-27 | Chester, (Pennsylvània)    | Anglaterra    | 2019 SheBelieves Cup                   |

## Palmarès
| Títol            | Club         | País      | Any  |
| ---------------- | ------------ | --------- | ---- |
| Copa de la Reina | FC Barcelona | Espanya   | 2017 |
| Copa de la Reina | FC Barcelona | Espanya   | 2018 |
| Copa Catalunya   | FC Barcelona | Catalunya | 2016 |
| Copa Catalunya   | FC Barcelona | Catalunya | 2017 |
| Copa Catalunya   | FC Barcelona | Catalunya | 2018 |
| Coppa Italia     | Itàlia       | A.S. Roma | 2020 |